# Cerussite
La cerussite è un minerale costituito da carbonato di piombo appartenente al gruppo dell'aragonite.

## Etimologia
Dal termine latino cerussa che significa piombo bianco, in riferimento al colore e alla composizione del minerale.

## Morfologia
La cerussite si trova in forma di cristalli tabulari, bipiramidali o prismatici allungati, comunemente geminati.. Rare le masse compatte, fibrose, stalattitiche e terrose. Questo minerale è molto pesante e fragile.

## Origine e giacitura
La cerussite è un caratteristico minerale di ossidazione dei giacimenti di piombo, dove deriva dall'alterazione chimica della galena per reazione di questa con l'anidride carbonica contenuta nelle acque circolanti superficiali. Si trova in associazione ad altri minerali di piombo, come sfalerite, galena, piromorfite, smithsonite, anglesite e goethite.

## Luoghi di ritrovamento
Tra le località più note per la bellezza dei campioni si ricordano: Broken Hill (Australia); Tsumeb (Namibia); Miniera di Monteponi (Sardegna); Flux Mine (Arizona), Weatley Mine (Pennsylvania), Dona Ana (Nuovo Messico) e Leadville negli USA (Colorado), Recentemente campioni di eccezionale bellezza sono stati rinvenuti nella Nakhlak Mine (circoscrizione di Anarak, provincia di Nayin, Regione di Esfahan, Iran).

## Utilizzi
Impiegato per l'estrazione del piombo e in passato per la produzione di pigmenti.

## Curiosità
La cerussite, nota in passato con il termine cerussa venne utilizzata, fin dagli antichi egizi, greci e romani, come pigmento bianco, impiegato per la pittura e per la produzione delle prime ciprie in ambito cosmetico. Nel rinascimento per via del colore bianco candido, la polvere ottenuta dalla lavorazione della cerussite venne molto impiegata come fondotinta, causando così, per via dell'alterazione del piombo, casi di avvelenamento, perdita di capelli e danneggiamento dell'epidermide. Un celebre esempio è rappresentato dalla regina Elisabetta I e dal suo eccessivo utilizzo di cerussa come fondotinta, che comportò la perdita dei capelli, il danneggiamento della pelle e un probabile avvelenamento mortale da piombo.